# گئورگ هیلمار
گئورگ هیلمار (آلمانی: Georg Hillmar زاده ۱۸۷۶ - درگذشته نامشخص) ژیمناست هنری اهل آلمان بوده است.
از افتخارات وی میتوان به کسب مدال طلا پارالل تیمی و بارفیکس تیمی در بازی‌های المپیک تابستانی ۱۸۹۶ اشاره کرد.